# I baroni della medicina
I baroni della medicina (7 morts sur ordonnance) è un film del 1975 diretto da Jacques Rouffio.
Il soggetto è adattato dal romanziere Georges Conchon da un fatto di cronaca.

## Riconoscimenti
- Premi César 1976: miglior montaggio

## Critica
(Aggeo Savioli)